# Grässyra
Grässyra (Rumex graminifolius) är en slideväxtart som beskrevs av Johann Gottlieb Georgi och Lambert. Grässyra ingår i släktet skräppor, och familjen slideväxter. Enligt den finländska rödlistan är arten nära hotad i Finland. Arten har ej påträffats i Sverige. Artens livsmiljö är sandstränder vid sötvatten. Inga underarter finns listade i Catalogue of Life.